# Luca della Robbia (umanista)
Luca della Robbia (Firenze, 1484 – Firenze, 1519) è stato un umanista italiano.

## Biografia
Nacque da Simone e da Fiammetta del Nente nella casa che questi, ricchi commercianti fiorentini, dividevano con i parenti, i celebri scultori fiorentini Luca (1400-1481) e Andrea (1435-1525). Tutti i della Robbia erano fervidi seguaci del Savonarola: due dei figli di Andrea, Francesco Iacopo e Marco Giovanni, indossarono nel 1495 e nel 1496 l'abito domenicano.
Luca studiò umanità sotto Benedetto Riccardini, detto il Philologus, e Niccolò Angeli, e frequentò Francesco Cattani da Diacceto. Quando Riccardini morì nel 1506, gli subentrò come collaboratore dell'editore Filippo Giunti, curando per quella tipografia testi di classici latini: alla sua revisione filologica, preparata con l'aiuto di Angelo Angeni, si deve l'edizione del De rebus gestis Alexandri Magni di Quinto Curzio Rufo, pubblicata nel 1507 e dedicata ad Alessandro Acciaiuoli. Nella lettera di dedica Luca vanta l'importanza dello studio della storia quale maestra di vita, e quindi mezzo di acquisizione della sapienza ancor più dello studio stesso della filosofia, un concetto ribadito nella dedica a Niccolò Valori del De bello Gallico di Cesare e del Bellum Alexandrinum di Aulo Irzio, pubblicati nel 1508.
Nel 1508 uscirono anche un'edizione comprendente il De officiis, il De amicitia, il De senectute e il Somnium Scipionis di Cicerone, dedicata a Pierfrancesco de' Medici, e le Tusculanae, dedicate all'umanista savonaroliano Girolamo Benivieni. Seguirono altre edizioni collettanee di opere ciceroniane, il De officiis, il De amicitia, il De senectute, il De paradoxis e il De somno Scipionis del 1513 e il De oratore, il De claris oratoribus, l'Orator, i Topica, le Oratoriae partitiones e la De optimo genere oratorum praefatio quaedam del 1514, dedicate a Lorenzo Segni.
Sposò Bartolomea Cicciaporci, che gli diede almeno un figlio, quel Lorenzo della Robbia che sarà della corte di Cosimo I. Suo impegno d'autore furono la Vita Bartholomei Valori, inedita, e l'opera sua maggiore, la Recitazione del caso di Pietro Paolo Boscoli e di Agostino Capponi.
Quest'ultima è la narrazione delle ultime ore di Pietro Paolo Boscoli e di Agostino Capponi, condannati a morte dal regime mediceo per aver organizzato, nel febbraio del 1513, una congiura tendente ad assassinare il cardinale Giulio de' Medici, Giuliano de' Medici e Lorenzo de' Medici, rovesciando il potere che i Medici avevano ripreso a Firenze nel settembre del 1512. Il 18 febbraio 1513 i due furono arrestati con Niccolò Machiavelli e un'altra decina di persone che furono rilasciate pochi giorni dopo, mentre i savonaroliani Boscoli e Capponi, gli unici giudicati responsabili, vennero decapitati il 23 febbraio 1513.
Luca, in qualità di membro dei Neri, la confraternita che assisteva i condannati alla pena capitale, era presente nella cappella dove l'amico Boscoli trascorreva le sue ultime ore. La Recitazione non fu scritta immediatamente dopo l'esecuzione - probabilmente risale a diversi mesi dopo - ma mantiene la vivezza dei dialoghi che intercorsero tra lui stesso, il confortatore fra' Cipriano, anch'egli seguace del Savonarola, e il Boscoli.
Mentre il Capponi non ebbe difficoltà ad accettare il tradizionale conforto delle istituzioni ecclesiastiche, espresso nella preghiera e nella confessione, il Boscoli rifiutò quelle manifestazioni, inefficaci a fargli raggiungere la desiderata unione della mente, purificata da ideologie esteriori ed estranee, con Dio.
La Recitazione è il capolavoro di Luca Della Robbia: «Non può essere casuale che un piccolo maestro, bonario e modesto editore di testi latini, riuscisse a scrivere la prosa esemplare, degna di qualsiasi crestomazia, sulla preparazione alla morte di Pier Paolo Boscoli [...] La prosa di Luca della Robbia fa prova di una solidarietà intellettuale superiore alle alterne fortune e agli inevitabili contrasti della vita: superiore ma non estranea, e però valida a fronte della sventura e della morte».
Malgrado l'appartenenza di Della Robbia al movimento dei piagnoni, nella restaurata Signoria medicea egli fece parte del Consiglio dei Settanta nel 1519, l'anno stesso della sua morte.